# Departamento de Río Bueno
El departamento de Río Bueno fue una división política administrativa de Chile que existió en dos periodos entre 1917 y 1976. Perteneció a la antigua provincia de Valdivia y su cabecera fue la ciudad de Río Bueno. 

## Historia
El departamento se creó en 1917 mediante la Ley 3211, a partir de la división del Departamento de La Unión. Sus límites quedaron establecidos de la siguiente manera: 
- Al norte: el río Hueinahue. el lago Maihue, el río Calcurrupe hasta su desembocadura en el lago Ranco, el lago Ranco y el río Bueno hasta su confluencia con el río Pilmaiquén.
- Al este: Argentina.
- Al sur: el río Golgol, desde su nacimiento en la cordillera de los Andes hasta su desembocadura en el lago Puyehue, y el río Pilmaiquén desde su nacimiento en el lago Puyehue hasta su confluencia con el río Bueno.

Limitaba al norte con el departamento de Valdivia, al oeste con el departamento de La Unión y al sur con el departamento de Osorno. Su única comuna era Río Bueno, la cual había sido creada en 1891 a partir de las subdelegaciones San Javier (3.ª), Traiguén (4.ª), Río Bueno (5.ª), Filuco (6.ª) y La Esperanza (7.ª). Hacia 1920 estaba conformada por las subdelegaciones 5.ª, 6.ª y 7.ª, y contaba con una población de 17 952 habitantes.
El Decreto 354 de 1925 reafirmó los mismos límites que en 1917, no obstante, el departamento fue suprimido en 1928, tras el nuevo orden político administrativo implantado por el gobierno de Carlos Ibáñez del Campo, y el territorio que lo conformaba fue reintegrado al departamento de La Unión.
Posteriormente, durante la administración de Arturo Alessandri, el departamento fue restituido, mediante la Ley 5804 de 1936, con los distritos establecidos para la comuna de Río Bueno en 1932. En 1941 el departamento sumó la comuna de Lago Ranco, creada a partir del territorio norte de la comuna de Río Bueno.

### Disolución
Luego del golpe de Estado de 1973, en 1974 se inició el proceso de regionalización que impulsaba la dictadura militar. La «X Región» quedó conformada por las antiguas provincias de Valdivia, Osorno Llanquihue y Chiloé, y empezó a funcionar bajo el nuevo régimen político-administrativo el 1 de enero de 1976.
El fin del departamento de Río Bueno llegó seis días después, con la publicación en el Diario Oficial del Decreto Ley 1317, que dividió las regiones en nuevas provincias.

## Administración
La administración estaba en Río Bueno. En esta ciudad se encontraba la gobernación departamental de Río Bueno y la municipalidad de Río Bueno que se encargaba de la administración local. Formó parte de la Vigésima Segunda Agrupación Departamental: Valdivia, La Unión, Villarrica y Río Bueno hasta su supresión.